# Veiko Märka

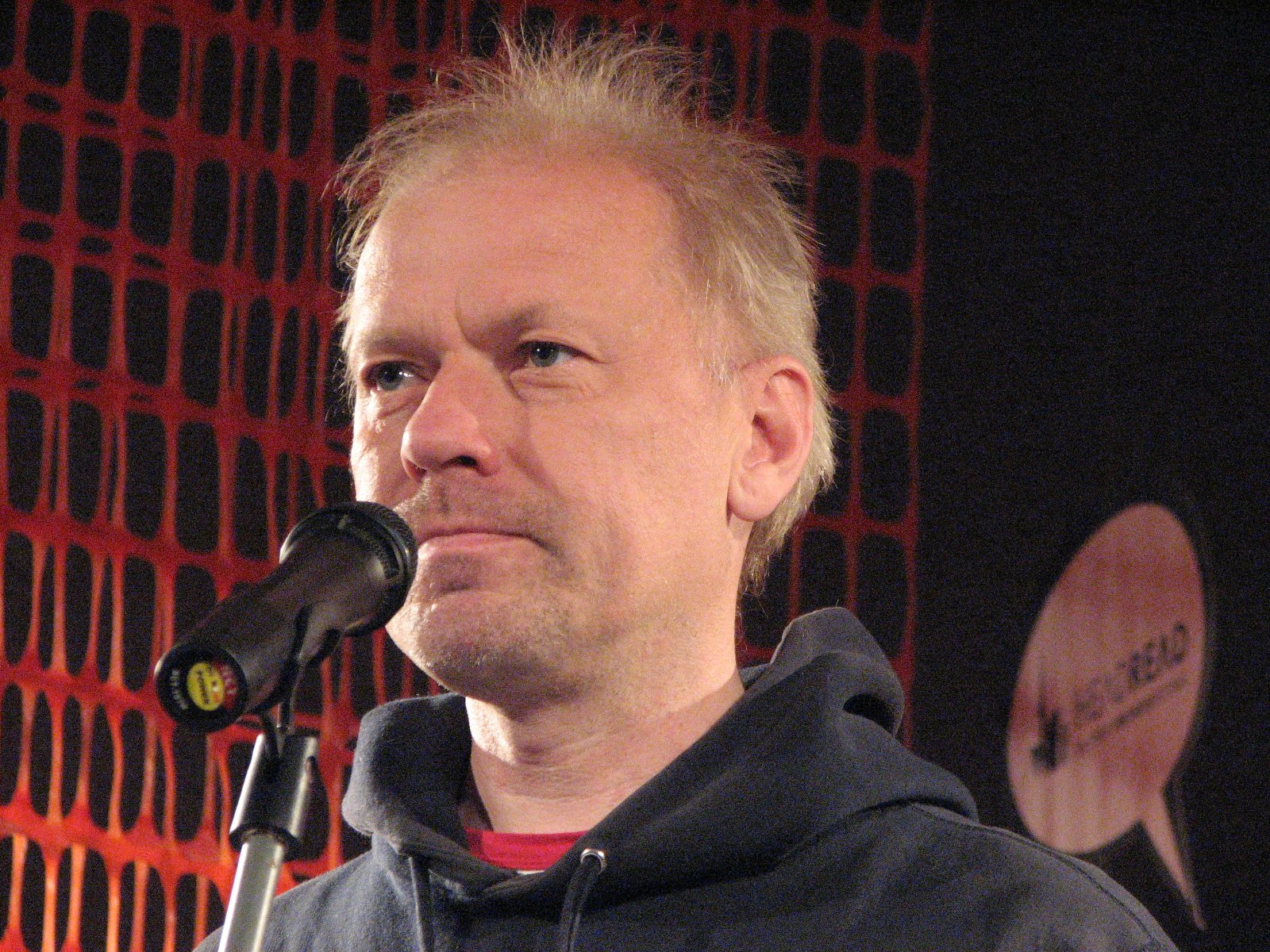
Veiko Märka beim Literaturfestival HeadRead in Tallinn (2011)

Veiko Märka (* 2. November 1964 in Tallinn) ist ein estnischer Schriftsteller und Kritiker.

## Leben
Nach dem Abitur arbeitete Märka in verschiedenen Berufen – er war zum Beispiel Transportarbeiter in einer Schuhfabrik, Bürstenhersteller und Briefträger – und studierte auch eine Weile an der Universität Tartu Chemie und später Journalistik, ohne jedoch einen Abschluss zu machen. Ende der 1980er-Jahre fand er Anstellungen bei verschiedenen Zeitungsredaktionen.
1997 war er die treibende Kraft bei der Neugründung des Verbands junger Autoren (Noorte autorite koondis, NAK) in Tartu und wurde dessen Vorsitzender. Während die in den 1940er-Jahren gegründete Organisation in Sowjetzeiten vor allem der korrekten ideologischen Ausrichtung des schriftstellerischen Nachwuchses dienen sollte, war der Verbund nun eine Ansammlung unkonventioneller Autorinnen und Autoren, die sich gegen den herrschenden Mainstream und für eine „permanente Literaturrevolution“ aussprach.
Märka ist Mitglied des Estnischen Schriftstellerverbands.

## Werk
Märka schrieb seit den frühen 1980er-Jahren und veröffentlichte seine ersten Kurzgeschichten in Zeitschriften. Sie waren vielfach im humoristisch-satirischen Bereich angesiedelt, ein Genre, dem der Autor auch in seinem späteren Werk treu blieb. Bei seinem Debütband strich die Kritik die Nähe zur Folklore heraus, ebenso wurden seine Aphorismen positiv hervorgehoben. Danach veröffentlichte Märka Bücher in verschiedenen Genres, beispielsweise auch Kinderbücher wie Barutino (vgl. den erfolgreichen estnischen Sumoringer Baruto Kaito) oder Memoiren wie eine Schilderung des Jahres 1986 (Minu 1986), das er größtenteils in einer Irrenanstalt verbrachte, um sich dem Zugriff der Behörden und der Einberufung in die Sowjetarmee zu entziehen. Damit habe er zwar „kein Monument der achtziger Jahre in Estland geschaffen, wohl aber mit lockerer Hand ein Graffito auf dessen Sockel gekritzelt, und wie so häufig im Leben ist ein Graffito interessanter und humaner als das Monument selbst.“
Ebenso wichtig wie seine literarische Tätigkeit sind seine literaturhistorischen Arbeiten, die häufig die jüngere estnische Literaturgeschichte und die Sowjetzeit behandeln. Hier eckt der Autor auch an, wenn er in einer Rezension beiläufig bemerkt, er verstehe nicht den Kult, der um die Schlacht von Sinimäe gemacht wurde. Im Herbst 1944 hatte die deutsche Wehrmacht längere Zeit den sowjetischen Angriffen standgehalten, was zehntausenden von Esten die Flucht in den Westen ermöglichte. „Vom Standpunkt des estnischen Volkes hatte diese Flucht keinerlei Nutzen, sondern nur Schaden: eine Zersplitterung der Kräfte, Abbruch von Kontakten, Nachrichtensperre, später die Zerstreuung der Flüchtlinge auf viele Kontinente. Gewiss hätten auf viele von ihnen hier Gefangenschaft, Sibirien, Tod oder bloß ein erbärmliches Leben gewartet. Aber statt ihrer litten die Daheimgebliebenen nun umso mehr. […] Bildlich gesprochen: Statt Hugo Raudsepp wäre Gustav Suits inhaftiert worden.“

## Bibliografie

### Prosa und Lyrik
- Tühja aja korinad ('Geröchel der leeren Zeit'). Tartu: Eesti Kostabi $eltsi Kaasaegse Kirjanduse Keskus 1997. 32 S.
- Keel tarretises ('Zunge in Gelee'). s. l.: s.n. 2001. 96 S.
- Töörahva elu ('Das Leben des Arbeitsvolks'). s. l.: s.n. 2001. 94 S.
- Lendas üle marmortahvli ('Flog über die Marmortafel'). Tallinn: Jutulind 2007. 142 S.
- Poeedirahu ('Dichterfrieden'). Tartu: Ilmamaa 2008. 64 S.
- Põletada pärast lugemist. Poeese ja aforisme 2001–2008 ('Nach dem Lesen verbrennen. Dichtung und Aphorismen 2001–2008'). Pärnu: Ji 2009. 80 S.
- Armastuskunsti suured võlurid ('Die großen Zauberer der Liebeskunst'). Saarde, Pärnu: Jumalikud Ilmutused 2012. 173 S.
- Kuidas seletada piiblit surnud jumalale: (tõdemused 2008–2014) ('Wie die Bibel dem toten Gott erklären? Erkenntnisse 2008–2014'). Tallinn: Henrik 2014. 119 S.
- Barutino: puust sumomaadleja ja tema sõprade seiklused ('Barutino. Ein Sumoringer aus Holz und die Abenteuer seiner Freunde'). Tallinn: Hea Lugu 2015. 103 S.
- Minu 1986. Tiigriaasta hullumajas ('Mein 1986. Das Jahr des Tigers in der Irrenanstalt'). Tallinn: Petrone Print 2016. 134 S.